# José Manuel Izquierdo Romeu
José Manuel Izquierdo Romeu (Catarroja, 7 de febrero de 1890 – Valencia, 10 de mayo de 1951) fue un músico, compositor y profesor del Conservatorio de Valencia.

## Biografía
Estudió en el Conservatorio Superior de Música de Valencia con los maestros Salvador Giner y Vidal (composición) y Amancio Amorós Sirvent y continuó su formación con el maestro Bartolomé Pérez Casas en el  Real Conservatorio Superior de Música de Madrid.
Fue violinista en la primera formación de la Orquesta Filarmónica de Madrid (1915), de la que sería más tarde director. Sin embargo, la parte más importante de su carrera estuvo vinculada a la Orquesta de Valencia desde su fundación en 1916 y que dirigió desde noviembre de 1925. También dirigió la Banda Primitiva de Liria en 1941 y la banda de la Sociedad Musical la Artesana de Catarroja. Como pedagogo, fue profesor del Conservatorio de Valencia, destacando entre sus discípulos el profesor José Férriz Llorens.
Compuso zarzuelas, música religiosa (marchas de procesión) y música de cámara y para banda. También fue autor de diversas transcripciones para banda de obras de música clásica de compositores como Serrano, Weber, Borodín, Schubert y Wagner, y reinstrumentó para orquesta obras de Domenec Mas y Secarracant, Lorenzo Perosi, Eduardo Torres Pérez, y Marie-Joseph Erb.
Su localidad natal, Catarroja, lo ha homenajeado dedicándole una calle y el Concurso Nacional de Composición José Manuel Izquierdo. Igualmente el conservatorio profesional de música de Catarroja lleva su nombre.

## Obras
- Ave Maria (1929), motete para tenor y orquesta;
- Bombita III (ca. 1909), pasodoble para piano;
- Misa de Gloria, a tres voces, coro, órgano y orquesta, en latín;
- Panis Angelicus, motete para barítono, órgano y orquesta;
- Stetit Angelus: motete a San Miguel Arcángel, para un tenor, bajo, coro mixto y orquesta.

### Música escénica
- La billetera, zarzuela;
- La bohemia azul (1925), zarzuela;
- Les Creus de maig (1927), letra de Francisco Barchino Pérez;
- Fiestas y amores: boceto lírico-dramático (1908), letra  de Eduardo Escalante Feo;
- Golondrina de Madrid (1944), zarzuela de José Serrano y J. M. Izquierdo, con libreto de Luis Fernández de Sevilla;
- El gran mandarín, zarzuela;
- Mar adins!... (1927), zarzuela con letra de Vicent Alfonso Andreu;
- S'han salvat (1927), zarzuela con letra de Rafael Gayano Lluch;
- El signo del Zodíaco, zarzuela;
- Tra-ca-trac (1932), revista con letra de Faust Hernández Casajuana y música de J. M. Izquierdo, C. Romero, Nicolás García, Pere Sosa López
- Venganza de amor (1926), con libreto de Venancio Serrano Clavero.

### Obras para banda
- Álvarez;
- Antañón (1945), pasodoble;
- Aurora, (tema de interpretació obligatòria en la sección 3ª. del 31.er Certamen Provincial de Bandas de Música de Valencia de 2007);
- Los centauros (1949), marcha triunfal;
- Dansa oriental ;
- Día de Pascua (en Catarroja) (1946), poema sinfónico;
- ¡Majo, no mientas! (1948), bolero. Forma parte de Impresiones españolas. Tiene también una versión para orquesta;
- Pakalito: pasacalle madrileño (1948);
- San Miguel Arcángel (1946), marcha de procesión;
- Toreo rondeño (1946), pasodoble.